# حدود كوكبية
الحدود الكوكبية (بالإنجليزية: Planetary boundaries)‏، هو مفهوم مصطلحي لتسع عمليات أرضية اقتُرِحَت في 2009 من قِبل مجموعة من علماء الأرض والنظام البيئي بقيادة يوهان روكستروم من مركز ستوكهولم وويل ستيفن من الجامعة الوطنية الأسترالية. وأرادت المجموعة تعريف هذا المفهوم كحيز «عمل آمن للبشرية» للمجتمع الدولي، بما في ذلك الحكومات على جميع المستويات والمنظمات الدولية والمجتمع المدني والأوساط العلمية والقطاع الخاص، كشرط مسبق للتنمية المستدامة. ويستند هذا الإطار إلى الأدلة العلمية على أن الأعمال البشرية منذ الثورة الصناعية أصبحت المحرك الرئيسي للتغير البيئي العالمي. ويؤكد العلماء أنه بمجرد أن يمر النشاط البشري بعتبات أو نقاط تحول معينة تُعرّف بأنها "حدود كوكبية"، فإن هناك خطراً يتمثل في تغير بيئي مفاجئ لا رجعة فيه ويتم تعريفه أيضاً بأنه الحدود التي تحدد مساحة حياة وتطور آمنة للبشرية فيما يتعلق بنظام الأرض والمنظومات الفرعية والعمليات الفيزيائية الحيوية المرتبطة به. وتحدد حدود عملية نظام الأرض التسعة المنطقة الآمنة للكوكب إلى الحد الذي لا يتم العبور فيه.

## تاريخ العملية
في عام 2009، تعاونت مجموعة من علماء نظام الأرض والبيئة بقيادة يوهان روكستروم من مركز ستوكهولم للمطاوعة وويل ستيفن من الجامعة الوطنية الأسترالية بالتعاون مع 26 من كبار الأكاديميين، بمن فيهم بول كروتزن الحائز على جائزة نوبل في الكيمياء وعالم المناخ في معهد غودارد لدراسات الفضاء جيمس هانسن، وحدد كبير المستشارين للمناخ المستشار الألماني هانز يواخيم شيلنهوبر تسعة «أنظمة لدعم الحياة الكوكبية» أساسية لبقاء الإنسان، في محاولة لمعرفة إلى أيّ مدى ستُطبَق سبعة من هذه الأنظمة بالفعل. خمنوا تكلفة هجرة البشر قبل أن تتعرض قابلية سكن الكواكب للخطر. وأشارت التقديرات إلى أنّ ثلاثة من هذه الحدود -الاحتباس الحراري وفقدان التنوع البيولوجي وحدود التدفق البيوجيوكيميائي (كيمياء جغرافية حيوية)- يبدو أنها متقاطعة. كانت الحدود «غير منتظمة وفق التقديرات الأولية فقط ومحاطة بشكوك كبيرة وثغرات معرفية» تتفاعل بطرق مُعقدَة لم تُفهَم جيدًا حتى الآن. عُرِّفَت الحدود للمساعدة في تحديد «مساحة آمنة للتنمية البشرية»، والتي كانت بمثابة تحسين للطرق الهادفة لتقليل تأثيرات الإنسان البيئية على الكوكب. قُدِّمَ تقرير 2009 إلى منظمة نادي روما في أمستردام. ونُشِرَ موجز مُحرَّر عن التقرير باعتباره المقال الأبرز في طبعة خاصة لمجلة نيتشر لعام 2009، بجانب التعقيبات النقدية من قبل كبار الأكاديميين مثل ماريو مولينا الحائز على جائزة نوبل والأحيائي كريستيان سامبر.
في عام 2015، نُشِرَت ورقة ثانية في دورية ساينس لتحديث مفهوم الحدود الكوكبية، بما في ذلك الحدود الإقليمية والنتائج التي قُدّمَت في المنتدى الاقتصادي العالمي في دافوس، يناير 2015.
طرحت دراسة أجريت عام 2018، شارك في تأليفها روكستروم، تساؤلات حول الاتفاقية الدولية للحد من ارتفاع درجات الحرارة درجتين أعلى من درجات الحرارة التي كانت سائدة في الحقبة السابقة للمرحلة الصناعية، المنصوص عليها في اتفاقية باريس للمناخ. يناقش العلماء احتمال أنه حتى لو قلّت انبعاثات الغازات الدفيئة بصورة ملحوظة للحد من ارتفاع درجات الحرارة إلى درجتين، فقد تكون هذه «العتبة» التي تضيف عندها ردود الفعل على الاحترار العالمي ذاتية التعزيز ارتفاعًا إضافيًا إلى أن يتوازن النظام المناخي ويصل لحالة مناخ البيوت الدفيئة. هذا من شأنه أن يحوّل أجزاء من العالم غير صالحة للعيش، ويرفع منسوب سطح البحر حتى 60 مترًا (200 قدمًا)، ويزيد درجات الحرارة من 4 إلى 5 درجات مئوية (7.2 - 9 درجة فهرنهايت) إلى مستويات أعلى من أي فترة بين دورين جليديين في الماضي منذ 1.2 مليون سنة. يلاحظ روكستروم أنّه إذا كان سيحدث هذا «فهو أحد أكثر الأسئلة الوجودية في تاريخ العلم». وتؤكد مؤلفة الدراسة كاثرين ريتشاردسون: «نلاحظ أنه لم تشهد الأرض أبدًا في تاريخها أي حالة شبه مستقرة ترتفع درجة حرارتها نحو 2 درجة مئوية مقارنةً بالفترة التي تسبق العصر الصناعي، وتشير إلى أن هناك خطرًا ملموسًا من النظام نفسه، لأنه سوف يواصل الاحترار بسبب كل العمليات الأخرى، حتى لو توقفت الانبعاثات. وهذا لا يقتضي ضمنًا تقليل الانبعاثات فقط بل أكثر من ذلك بكثير».

## لمحة عامة

### الفكرة
كانت فكرة أنّ لكوكبنا حدود، بما في ذلك العبء المترتب عليه جراء الأنشطة البشرية، موجودة في وقتٍ ما. نُشِرَ تقرير حدود النمو في عام 1972، وقدم نموذجًا تُختبَر فيه خمسة متغيرات يعتبر نموها نموًا أسيًا: تعداد سكان العالم والتصنيع والتلوث وإنتاج الغذاء واستنزاف الموارد، في حين أن نمو قدرة التكنولوجيا على زيادة توفّر الموارد لا يكون إلا خطيًا. في وقت لاحق، رُفِضَ التقرير على نطاق واسع، لا سيما من قبل الاقتصاديين ورجال الأعمال، وزُعم غالبًا بأن التاريخ أثبت أن التوقعات غير صحيحة. نشر جراهام تيرنر من منظمة الكومنولث للبحوث العلمية والصناعية (هيئة البحوث الأسترالية CSIRO) في عام 2008 «مقارنة حدود النمو لثلاثين عام واقعيًا». ووجد تيرنر أن البيانات التاريخية المرصودة بين عامي 1970 و 2000 تتطابق إلى حدٍ بعيد مع نتائج محاكاة حدود «التشغيل القياسي» لنموذج النمو لجميع المخرجات التي جرى التحقق منها تقريبًا. «المقارنة ضمن حدود الارتياب على نحوٍ وثيق لجميع البيانات تقريبًا من حيث الحجم وميول التوجه مع مرور الوقت». وفحص تيرنر عددًا من التقارير، على انفراد من قبل الاقتصاديين، الذين ادّعوا على مرّ السنين عدم تصديق نموذج حدود النمو. ويقول تيرنر إنّ هذه التقارير معيبة وتعكس سوء فهم للنموذج. في عام 2010، وصف نورغارد وبييت وراغنارسدوتير الكتاب بأنّه «تقرير رائد»، وقالوا: «لقد صمد أمام اختبار الزمن، ومع ذلك أصبح أكثر أهمية في الواقع».

نُشر تقرير مستقبلنا المشترك في عام 1987 من قبل لجنة الأمم المتحدة العالمية للبيئة والتنمية. في محاولة لرفع المعنويات في مؤتمر ستوكهولم. كان هدفه هو تشابك مفاهيم التنمية والبيئة للمحادثات السياسية المستقبلية. وقدم التعريف الشهير للتنمية المستدامة:
«التنمية التي تلبي احتياجات الحاضر دون المساس بقدرة الأجيال المقبلة على تلبية احتياجاتهم الخاصة».- تقرير برونتلاند 1987.
ومن وجهة نظرٍ أخرى كانت هي النهج الذي اتبعه جيمس لوفلوك. ففي سبعينيات القرن العشرين قدّم هو وعالمة الأحياء الدقيقة لين مارغوليس فرضية غايا، التي تنصّ على أن جميع الكائنات الحية ومحيطها غير العضوي على الأرض قد دُمجت في نظام واحد للتنظيم الذاتي. وللنظام القدرة على التفاعل مع الاضطرابات أو الانحرافات، مثل الكثير من الكائنات الحية التي تعدّل آليات تنظيمها لتلائم المتغيرات البيئية مثل درجة الحرارة (الاستتباب)، ومع ذلك فإن هذه القدرة محدودة. على سبيل المثال، عندما يتعرض كائن حي إلى درجة حرارة أقل أو أعلى من المجال القابل للحياة، يمكن أن يفنى لأن آليته المنظمة لا يمكنها إجراء التعديلات اللازمة. وبالمثل، قد لا تكون الأرض قادرة على الاستجابة للانحرافات الكبيرة في العوامل المتغيرة الحاسمة. وأكدّ في كتابه الانتقام من غايا، أنه ينتج عن تدمير الغابات المطرية والتنوع الحيوي، بالإضافة إلى زيادة الغازات الدفيئة التي يطلقها البشر، ظاهرة الاحتباس الحراري.

### من الهولوسين إلى الأنثروبوسين
بدأ العصر الهولوسيني قبل نحو 100,000 سنة. إنها فترة بين الجليديين الحالية، وقد أثبتت أنها بيئة مستقرة نسبيًا للأرض. كانت هناك تقلبات بيئية طبيعية خلال العصر الهولوسيني، لكن العوامل المتغيرة الكيميائية الجوية والبيوجيوكيميائية الرئيسية كانت مستقرة نسبيًا. سمح هذا الاستقرار والمرونة البيئية في الزراعة بالتطور وازدهار المجتمعات المُعقدة. ووفقًا لروكستروم وآخرون: «لقد أصبحنا الآن نعتمد بشكلٍ كبير على تلك الاستثمارات في أسلوب حياتنا، وقمنا بتأسيس مجتمع وتكنولوجيات واقتصادات من حولنا، ويجب علينا أن نتخذ المدى الذي تتنوع فيه عمليات نظام الأرض في العصر الهولوسيني كنقطةً مرجعيةً علميةً لحالة كوكبية مرغوبة».
ووفقًا لبول كروتزن وويل ستيفن وآخرون، دخل الكوكب حقبةً جديدةً منذ الثورة الصناعية، وتسمى الأنثروبوسين. أصبح فيها البشر العامل الرئيسي ليس فقط لتغيير نظام الأرض ولكن أيضًا محرك انفجاره، وإخلال قدرة نظام الأرض على الصمود والتعافي من هذا التغيير. كانت هناك تحذيرات علمية انتشرت على نطاق واسع حول المخاطر في مجالات تغير المناخ وثقب الأوزون الستراتوسفيري. ومع ذلك، فإن عمليات نظام الأرض الفيزيائية الحيوية الأخرى مهمة أيضًا ولها حدود يجري تجاوزها. على سبيل المثال، منذ بدء عصر الأنثروبوسين، زاد معدل انقراض الأنواع أكثر من 100 مرة، والبشر هم الآن القوة المحرّكة لتغيير جريان الأنهار العالمية وكذلك لتصاعد بخار الماء من سطح الأرض. يزيد ضغط الأنشطة البشرية المستمر على نظام الأرض من احتمالية حدوث المزيد من الضغوط وبالتالي زعزعة الاستقرار، والكوارث المفاجأة أو غير القابلة للإصلاح من قبل نظام الأرض، ومحاولة تجنّبها نحو تغيير أو وضع خطير على الحياة بما في ذلك على المجتمع البشري، على سبيل المثال جموح تأثير الاحتباس الحراري. وفقًا لروكستروم: «نحو 30% من جميع أنواع الثدييات والطيور والبرمائيات سيواجه خطر الانقراض هذا القرن». ومن الصعب استعادة «مساحة عيش آمنة» للإنسانية الموصوفة في مفهوم الحدود الكوكبية، لأن النماذج المهيمنة للتنمية الاجتماعية والاقتصادية غير مكترثة بصورة عامة بالاحتمالات التي تدق أبواب الكوارث البيئية الكارثية الناجمة عن البشر. يمكن أن تساعد الحدود القانونية في الحفاظ على الأنشطة البشرية تحت السيطرة، ولكنها فعالة فقط عندما يكون هناك إرادة سياسية تتخذ قرارات وتسعى لتنفيذها.

## معرض صور

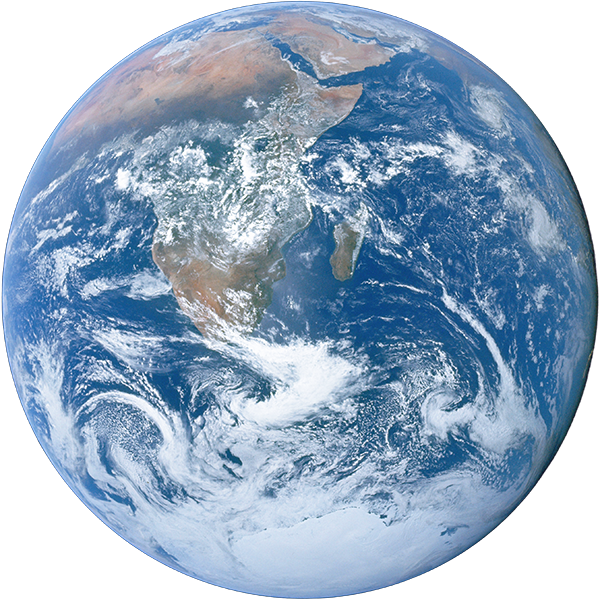
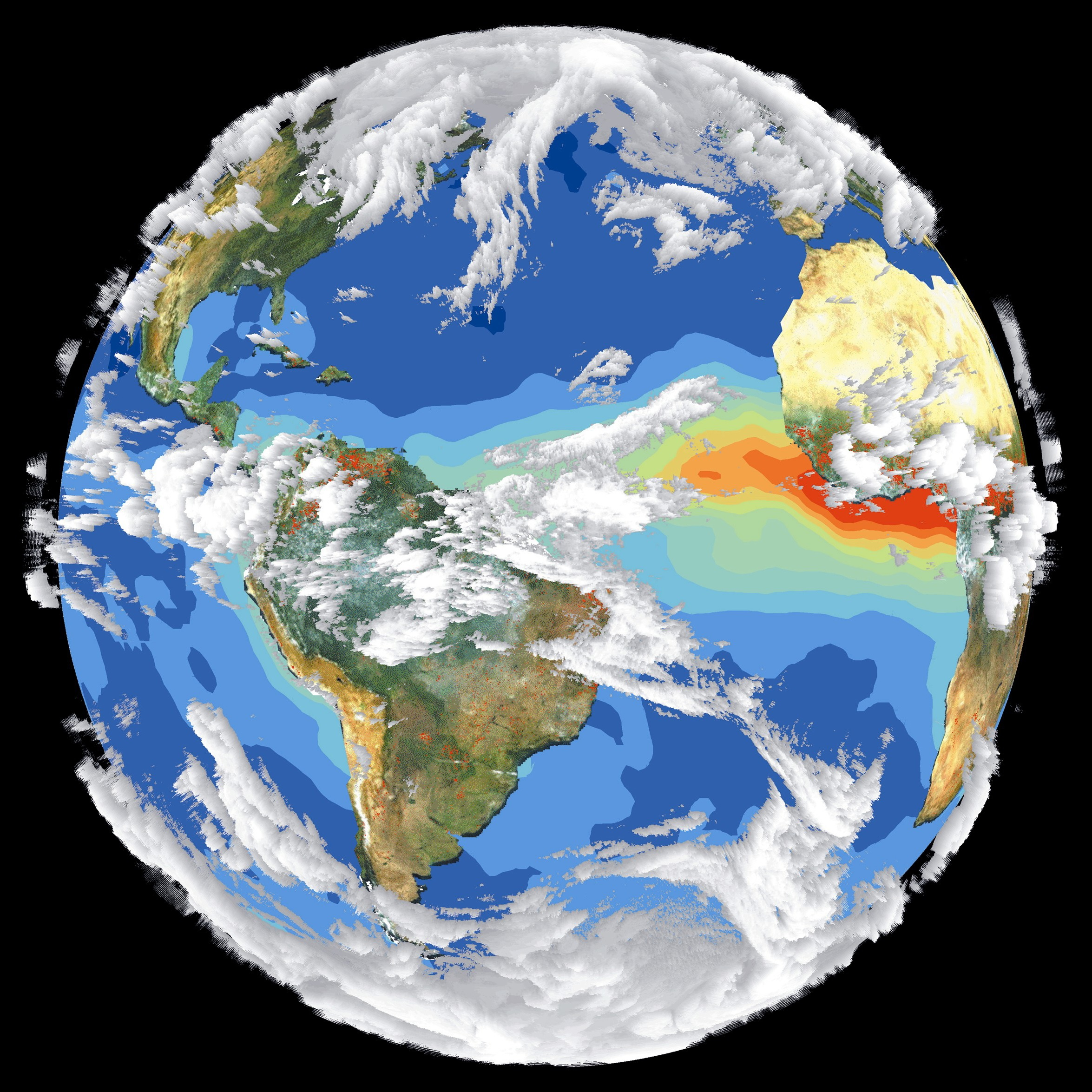
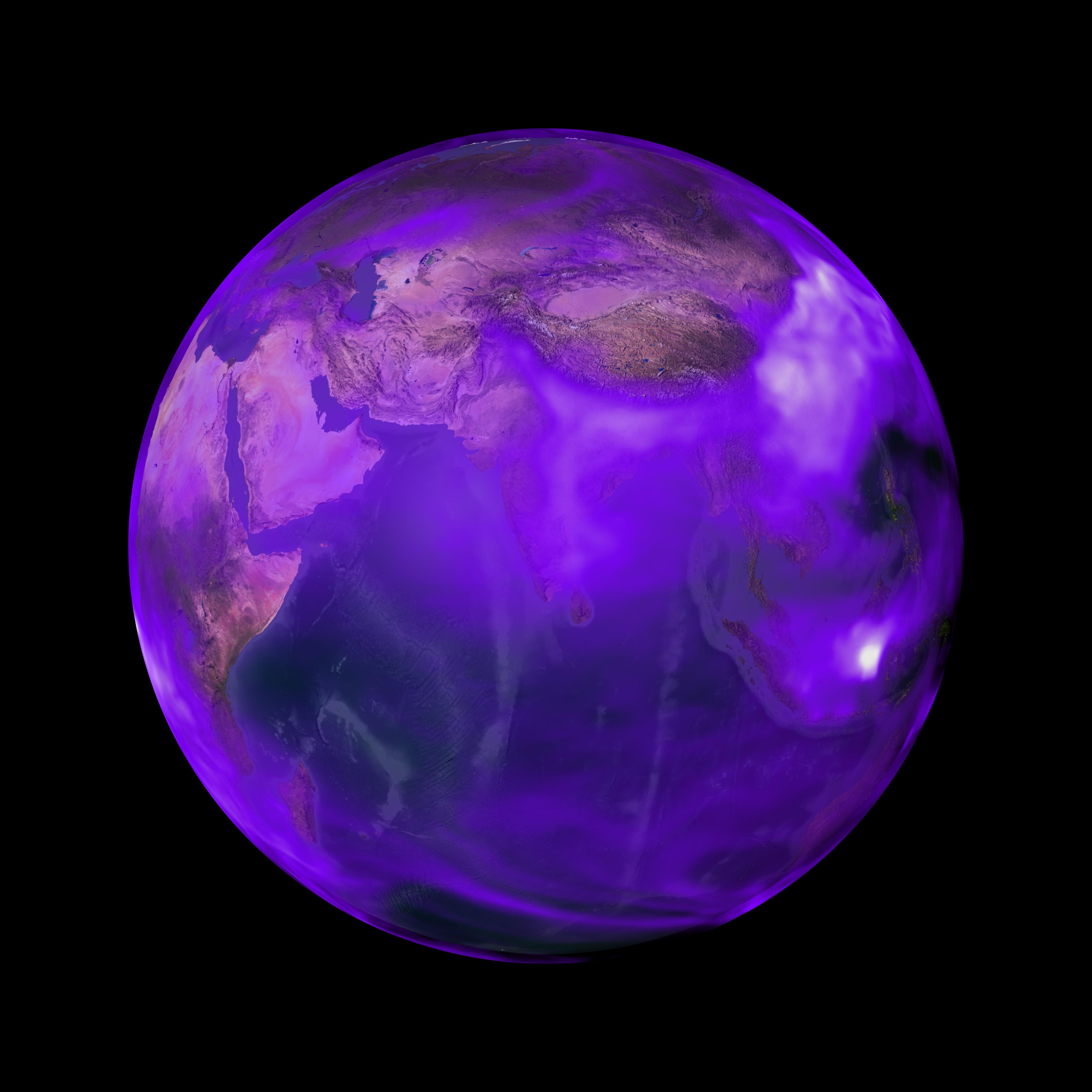

## العمليات التسع
| الحدود الكوكبية           | الحدود الكوكبية                                                                                     | الحدود الكوكبية | الحدود الكوكبية | الحدود الكوكبية | الحدود الكوكبية   | الحدود الكوكبية |
| عمللية النظام الأرضي      | متغير السيطرة                                                                                       | قيمة الحد       | القيمة الحالية  | عابرة للحدود    | قيمة قبل الصناعية | تعقيب           |
| ------------------------- | --------------------------------------------------------------------------------------------------- | --------------- | --------------- | --------------- | ----------------- | --------------- |
| 1. الاحتباس الحراري       | تركيز ثاني أكسيد الكربون في الغلاف الجوي (جزء في المليون من حيث الحجم)                              | 350             | 400             | نعم             | 280               | [ 31 ]          |
| 1. الاحتباس الحراري       | بدلا من ذلك: زيادة في التأثير الإشعاعي (W / m2) منذ بداية الثورة الصناعية (~ 1750)                  | 1.0             | 1.5             | نعم             | 0                 | [ 32 ]          |
| 2. فقدان التنوع البيولوجي | معدل الانقراض (عدد الأنواع لكل مليون في السنة)                                                      | 10              | > 100           | نعم             | 0.1–1             | [ 33 ]          |
| 3. البيولوجية الكيميائية  | (أ) النتروجين البشري المنشأ من الغلاف الجوي (ملايين الأطنان سنوياً)                                  | 35              | 121             | نعم             | 0                 | [ 34 ]          |
| 3. البيولوجية الكيميائية  | (ب) الفوسفور البشري المنشأ في المحيطات (بملايين الأطنان في السنة)                                   | 11              | 8.5–9.5         | لا              | −1                | [ 35 ]          |
| 4. تحمض المحيطات          | متوسط حالة التشبع العالمي للأراجونيت في مياه البحر السطحية (وحدات أوميجا)                           | 2.75            | 2.90            | لا              | 3.44              | [ 36 ]          |
| 5. استخدام الأرض          | تحويل الأراضي إلى زراعية (بالمئة)                                                                   | 15              | 11.7            | لا              | low               | [ 37 ]          |
| 6. الأمن المائي           | الاستهلاك البشري العالمي للمياه (كم3/سنة)                                                           | 4000            | 2600            | لا              | 415               | [ 38 ]          |
| 7. نضوب الأوزون           | أوزون تركيز (دوبسونات)                                                                              | 276             | 283             | لا              | 290               | [ 39 ]          |
| 8. الهباء الجوي           | تركيز الجسيمات المعلقة في الغلاف الجوي                                                              | لم يتم تحديدها  | لم يتم تحديدها  | لم يتم تحديدها  | لم يتم تحديدها    | [ 40 ]          |
| 9. التلوث الكيميائي       | تركيز كُلاً من التأثير السمي، اللدائن، إضطراب الغدد الصماء,، الفلز الثقيل، والتلوث الإشعاعي في البيئة | لم يتم تحديدها  | لم يتم تحديدها  | لم يتم تحديدها  | لم يتم تحديدها    | [ 41 ]          |